# Парамбуш
Парамбуш (порт. Parambos)  —  район (фрегезия) в Португалии,  входит в округ Браганса. Является составной частью муниципалитета  Карразеда-де-Ансьянш. По старому административному делению входил в провинцию Траз-уж-Монтиш и Алту-Дору. Входит в экономико-статистический  субрегион Доуру, который входит в Северный регион. Население составляет 314 человека на 2001 год. Занимает площадь 10,56 км².